# Parti catholique (Indonésie)
Le Parti catholique (indonésien : Partai Katolik), jusqu'aux années 1970, a été un parti politique pour les catholiques indonésiens. En 1967, leurs membres furent impliqués dans les débats sur la liberté religieuse et l'influence des missionnaires dans le cadre de l'Ordre nouveau (indonésien : Orde Baru). En 1973, il intégra le Parti démocratique indonésien (PDI), qui fut ensuite rebaptisé le Parti de l'avant-garde démocratique indonésienne.

## Histoire
La participation des catholiques à la vie politique des Indes orientales néerlandaises a commencé dans les années 1910. En 1923, Fredericus Soetrisno Harjadi (en), Ignatius Joseph Kasimo Hendrowahyono et d'autres formèrent l'Union politique catholique javanaise (Pakempalan Politik Katolik Djawi (PPKD)). Le PPKD a ensuite rejoint le Parti Indische Katholieke Partij (IKP), une fédération d'organisations catholiques des Indes orientales néerlandaises, qui avait été formée en novembre 1918. Même si le PPKD était plus orienté vers le nationalisme javanais, l'IKP lui-même était plus orienté vers les intérêts des catholiques néerlandais. Ce conflit d'intérêts conduisit le PPKD à se séparer de l'IKP, et le 22 février 1925, le PPKD se transforma en parti politique. Plus tard, le PPKD transformera son nom en Union politique catholique indonésienne (indonésien : Persatuan Politik Katolik Indonesia (PPKI)).
À l'intérieur du Volksraad, le PPKI et l'IKP étaient séparés l'un de l'autre. Le PPKI se trouvait dans le groupe de gauche, composé d'Indonésiens, tandis que l'IKP se trouvait dans le groupe du milieu, qui était composé de Néerlandais. Celui de gauche allait plus tard former la Fédération politique indonésienne en 1939.
Pendant l'occupation japonaise des Indes orientales néerlandaises, le PPKI a été officiellement aboli par les Japonais. Bien que les Japonais aient officiellement dissous le PPKI, qui entra en clandestinité.
Après l'indépendance de l'Indonésie le 17 août 1945, Soekarno, en tant que président de l'Indonésie, a formé le Comité national indonésien central (KNIP). Douze jours plus tard, Kasimo, président du PPKI, en fut nommé membre. Pour officialiser la représentation du PPKI au sein du comité, le PPKI fut rebaptisé Parti catholique de la république d'Indonésie (indonésien : Partai Katolik Republik Indonesia : PKRI) le 8 décembre 1945.
Pendant la révolution nationale indonésienne, le siège du parti était situé à Surakarta. Par décision du conseil le 11 juillet 1948, le siège fut déplacé à Jogjakarta. En 1948, après la prise de Jogjakarta par les Néerlandais, le PKRI entra de nouveau dans la clandestinité, son président, Kasimo, travaillant à Sumatra en raison de sa nomination au poste de ministre du commerce. D'autres personnalités du parti furent nommées ministres dont Fredericus Soetrisno Harjadi (en tant que ministre des affaires sociales dans le cabinet Natsir) et Soewarto (en tant que ministre de l'agriculture dans le cabinet Sukiman et ministre des travaux publics dans le cabinet Wilopo). La clandestinité a pris fin au début du mois de juillet 1949, lorsque le gouvernement indonésien est retourné à Yogyakarta.
Du 7 au 12 décembre 1949, le PKRI a organisé le Congrès catholique pan-indonésien à Jogjakarta. Des délégations de toute l'Indonésie y ont participé, discutant de l'unité du peuple catholique dans l'archipel. Le congrès décida d'unir toutes les organisations catholiques de la république des États-Unis d'Indonésie de cette époque : 
- Partai Katolik Republik Indonesia (P.K.R.I.) de Surakarta
- Partai Katolik Rakyat Indonesia (P.K.R.I.) de Makassar
- Partai Katolik Rakyat Indonesia (P.K.R.I.) de Florès
- Partai Katolik Indonesia Timur (Parkit) du Timor
- Persatuan Politik Katolik Flores (Perkokaf) de Florès.
- Permusyawaratan Majlis Katolik (Permakat) de Manado.
- Partai Katolik Indonesia Kalimantan (Parkika) du Kalimantan

Toutes les délégations des organisations ont accepté de fusionner au sein du Parti catholique, ce qui a été finalisé le 12 décembre 1949. Le premier congrès du parti s'est tenu à Semarang, du 4 au 6 août 1950, au cours duquel le Parti catholique a décidé de transférer son siège à Jakarta.
À partir de 1949, le parti s'ouvrit aux Pribumis (en).